# Rhopalognatha purpureofusa
Rhopalognatha purpureofusa är en fjärilsart som beskrevs av Paul Dognin 1914. Rhopalognatha purpureofusa ingår i släktet Rhopalognatha och familjen nattflyn. Inga underarter finns listade.